# الليبرالية في الولايات المتحدة
الليبرالية في الولايات المتحدة هي فلسفة سياسية تدور حول ما يعتبره الليبراليون حقوق الفرد غير القابلة للنقل أو التصرف فيها. تُقبل المُثل الليبرالية الأساسية لحرية التعبير وحرية الصحافة وحرية الاعتقاد لجميع المعتقدات وفصل الكنيسة عن الدولة والحق في الإجراءات القانونية الواجبة والمساواة بموجب القانون على نطاق واسع كأساس مشترك عبر طيف الفكر الليبرالي. وهي تختلف عن الليبرالية في أماكن أخرى من العالم لأنه لم تتواجد أبدًا أرستقراطية وراثية مقيمة في الولايات المتحدة وبالتالي تجنبت الكثير من الحروب الطبقية التي اجتاحت أوروبا. وبحسب إيان آدامز فإن «جميع الأحزاب الأمريكية تعتبر ليبرالية وكانت دائمًا كذلك. وهم يتبنون بشكل أساسي الليبرالية الكلاسيكية، أي شكل من أشكال الحرية الديمقراطية الدستورية، بالإضافة إلى السوق الحر. ولكن تحدث نقطة الاختلاف بسبب تأثير الليبرالية الاجتماعية».
تشمل الليبرالية الحديثة قضايا مثل زواج المثليين، وحقوق الإنجاب وحقوق المرأة الأخرى، وحق التصويت لجميع المواطنين البالغين، والحقوق المدنية، والعدالة البيئية، ورعاية الحكومة للحق في مستوى معيشي لائق. تهدف الخدمات الاجتماعية الوطنية مثل تكافؤ الفرص التعليمية، والحصول على الرعاية الصحية والبنية التحتية لوسائل النقل إلى الوفاء بمسؤولية تعزيز الرفاهية العامة لجميع المواطنين على النحو المنصوص عليه في الدستور. يدعم بعض الليبراليين الذين يسمون أنفسهم بالليبراليين الكلاسيكيين أو المحافظين الماليين أو الليبرتاريين، المُثل الليبرالية الأساسية، لكنهم يختلفون عن الفكر الليبرالي الحديث في اعتبارهم الحرية الاقتصادية أكثر أهمية من المساواة، وأن توفير الرفاه العام يتجاوز الدور الشرعي للحكومة.
يشير مصطلح الليبرالية (بدون صفة) منذ ثلاثينيات القرن العشرين في الولايات المتحدة عادة إلى الليبرالية الاجتماعية والمعروفة أيضًا باسم الليبرالية الحديثة، وهي فلسفة سياسية تمثلها الصفقة الجديدة للرئيس فرانكلين دي روزفلت ثم المجتمع العظيم للرئيس ليندون بي جونسون. وهي شكل من أشكال الليبرالية الاجتماعية، وتشمل إنجازاتها إدارة تقدم الأعمال وقانون الضمان الاجتماعي في عام 1935، وقانون الحقوق المدنية لعام 1964 وقانون حقوق التصويت لعام 1965. وتُعرف أيضًا باسم الليبرالية اليسارية في ألمانيا، والليبرالية الحديثة في الولايات المتحدة، والليبرالية الجديدة في المملكة المتحدة. ينُظر إلى مجموعة متنوعة من الفلسفات الليبرالية التي تؤيد اقتصاد السوق المنظم وتوسيع الحقوق المدنية والسياسية باعتبارها متناغمة الحرية الفردية.

## القرن الثامن عشر والتاسع عشر
تكمن أصول الليبرالية الأمريكية في المثل السياسية لعصر التنوير. أنشأ دستور الولايات المتحدة لعام 1787 أول جمهورية حديثة تتركز السيادة فيها في الشعب (وليس في العاهل) أو في أرستقراطية حاكمة موروثة. ومع ذلك، فقد قيد الدستور الحرية وخاصة بسماحه بالعبودية. أدرك الآباء المؤسسون التناقض في هذا، لكنهم اعتقدوا أنهم بحاجة إلى أمة قوية بما يكفي للبقاء في العالم.
وفي أواخر القرنين الثامن عشر والتاسع عشر، وسعت الولايات المتحدة الحرية لتشمل فئات أوسع من الناس. ألغت الولايات العديد من القيود على التصويت للذكور البيض في أوائل القرن التاسع عشر. ثم عُدل الدستور في عام 1865 لإلغاء العبودية ومرة أخرى في عام 1870 بهدف شمولية التصويت للرجال السود.

## العصر التقدمي
عندما بدأ اقتصاد الولايات المتحدة في التحول إلى التصنيع والخدمات خلال القرن التاسع عشر، بدأ الليبراليون ينظرون إلى الفساد والاحتكار (التي كانت تُسمى الصناديق الائتمانية في ذلك الوقت) على أنها تهديدات للحرية. مُررت القوانين التي تقيد الاحتكارات وتنظم أسعار السكك الحديدية خلال العصر التقدمي في أوائل القرن العشرين.
وفقا لجيمس ريتشلي، أخذ مصطلح الليبرالية معناه الحالي في الولايات المتحدة خلال عشرينيات القرن الماضي. كان المصطلح في القرن التاسع عشر وأوائل القرن العشرين يصف عادة الليبرالية الكلاسيكية التي تؤكد على محدودية الحكومة والحرية الدينية ودعم السوق الحر. وفي الوقت نفسه، استخدم مصطلح التقدمية لوصف أفراد مثل ثيودور روزفلت الذين فضلوا تحجيم النشاط الحكومي. خلال عشرينيات القرن العشرين، أصبح مصطلح «تقدمي» مرتبطًا بسياسيين مثل روبرت م. لا فوليت الذين دعوا إلى ملكية الحكومة للسكك الحديدية والمرافق في حملته الدعائية للرئاسة لعام 1924. وهكذا اكتسبت التقدمية ارتباطًا بالراديكالية التي سعى دعاة الإصلاحات الأكثر اعتدالًا إلى تجنبها. لم يكن المصطلح أيضًا جذابًا لجماعات معينة بسبب ارتباطه لمدة طويلة بالحزب الجمهوري وحركة الإنجيل الاجتماعي. في أواخر عشرينيات وثلاثينيات القرن العشرين، تبنت بعض الشخصيات السياسية مثل فرانكلين روزفلت بشكل متزايد مصطلح «ليبرالي» لوصف فرد يفضل القليل من النشاط الحكومي، ولكنه عارض إصلاحات أكثر جذرية.

## القرن العشرين

### الصفقة الجديدة
في ثلاثينيات القرن العشرين، أصبحت الليبرالية تصف إيديولوجية براغماتية تدعو إلى قدر معتدل من التنظيم الحكومي للاقتصاد، والضرائب التصاعدية، وزيادة سلطة الحكومة الفيدرالية فيما يتعلق بالولايات. كما دلت على دعم العمل المنظم ودرجة من العداء أو على الأقل الشك في الأعمال التجارية الكبيرة. احتفظت الليبرالية ببعض جوانب استخدام المصطلح قبل الثلاثينيات، شاملة دعم الحريات المدنية والعلمانية. وقد تعارضت هذه المواقف مع أقصى اليسار الذين فضلوا تغييرات أكبر، ومع المحافظين الذين عارضوا هذه التغييرات.

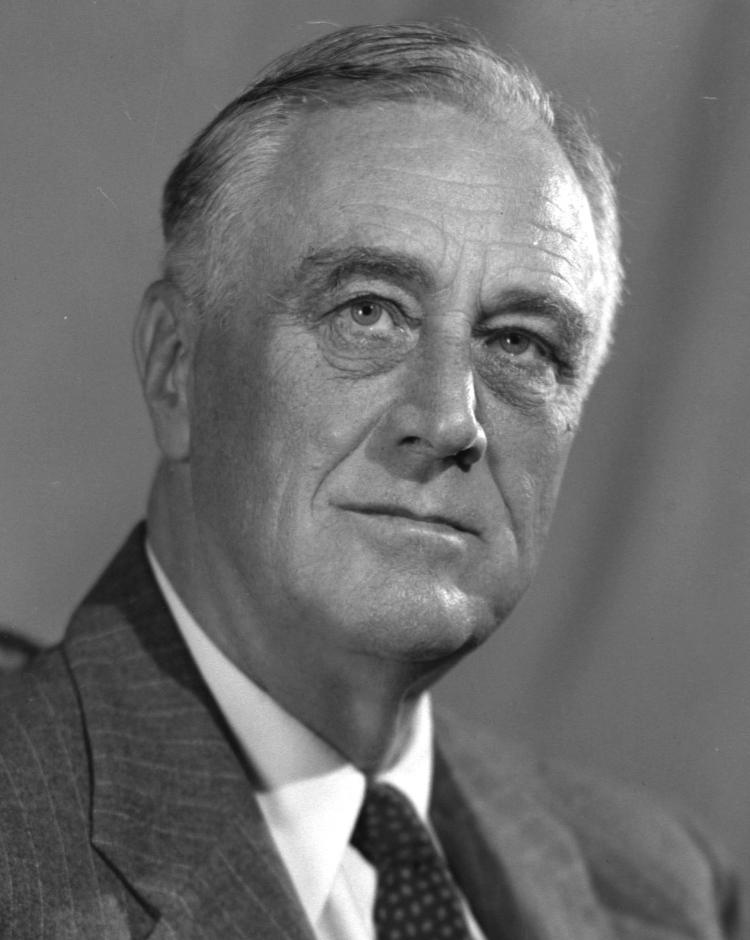
فرانكلين دي روزفلت (1882–1945)

وصل الرئيس فرانكلين دي روزفلت إلى منصبه عام 1933 وسط الكارثة الاقتصادية للكساد الكبير، وعرض على الأمة صفقة جديدة تهدف إلى التخفيف من العوز الاقتصادي والبطالة، وتوفير فرص أكبر واستعادة الازدهار. تميزت فترة رئاسته التي امتدت من عام 1933 إلى عام 1945 وهي الأطول في تاريخ الولايات المتحدة، بدور متزايد للحكومة الفيدرالية في معالجة المشاكل الاقتصادية وغيرها من المشكلات في البلاد. وفرت برامج إنفاذ العمل فرص عمل للمواطنين، وعملت المشاريع الطموحة مثل سلطة وادي تينيسي على دعم التنمية الاقتصادية، ووضع نظام الضمان الاجتماعي الأساس لنظام الرعاية الاجتماعية الحديث في البلاد. استمر الكساد الكبير خلال ثلاثينيات القرن الماضي على الرغم من برامج الصفقة الجديدة التي قوبلت بنجاح مختلط في حل المشكلات الاقتصادية للأمة. أُعيق برنامج التقدم الاقتصادي للأقليات بسبب التمييز العنصري الذي قامت به إدارة روزفلت بدرجة أقل من الإدارات اللاحقة، ولكن أكثر مما حدث سابقًا رغم ذلك. قدمت الصفقة الجديدة الإغاثة المباشرة للأقليات في الثلاثينيات من خلال سلك الخدمة المدنية وإدارة الأشغال العامة وإدارة تقدم الأعمال والوكالات الأخرى، ووفرت ملايين الوظائف الجديدة للأقليات خلال الحرب العالمية الثانية من خلال الأوامر التنفيذية الثانية ولجنة ممارسات التوظيف العادلة، وحظرت التمييز في الشركات التي تمتلك تعاقدات حكومية. كان 1.5 مليون جندي من قدامى المحاربين السود في عام 1945 مؤهلين بشكل كامل للحصول على مزايا سخية لقدامى المحاربين من قانون الجنود الأمريكيين على نفس الأساس مثل أي شخص آخر.
تضمنت الصفقة الجديدة ثلاثة أنواع من البرامج المصممة لتنفيذ «الإغاثة والإنعاش والإصلاح».
ركز جهد الإغاثة على المساعدة الفورية لثلث السكان الأكثر تضررًا من الكساد. قام روزفلت بتوسيع برنامج هيربرت هوفر للإدارة الاتحادية للإغاثة في حالات الطوارئ لإنقاذ الأعمال، وأضاف سلك الخدمة المدنية وإدارة الأشغال العامة وإدارة تقدم الأعمال. وفي عام 1935 أُضيف قانون الضمان الاجتماعي وبرامج التأمين ضد البطالة. قدم قانون الضمان الاجتماعي دخلي التقاعد والعجز للأمريكيين غير القادرين على العمل أو غير القادرين على الحصول على وظائف. وُضعت برامج منفصلة للإغاثة في المناطق الريفية، مثل إدارة إعادة التوطين وإدارة أمن الزراعة.